# بيل داف
بيل داف (بالإنجليزية: Bill Duff)‏ هو لاعب كرة قدم أمريكية وممثل أمريكي، ولد في 24 فبراير 1974 في الولايات المتحدة.

## أعمال

### أفلام
- (2006) الذي لا يقهر[5][6]

## وصلات خارجية
- بيل داف على موقع IMDb (الإنجليزية)
- بيل داف على موقع قاعدة بيانات الفيلم (الإنجليزية)